# La noche del 10
La Noche del 10 fue un programa de televisión argentino conducido por el exfutbolista Diego Armando Maradona. El programa se transmitió durante el segundo semestre de 2005 por la pantalla de Canal Trece, constando con un total de 13 episodios.
Tras 13 episodios desde agosto de 2005, emitidos el lunes de cada semana, el programa culminó el 7 de noviembre de 2005 en una edición especial emitida desde el Estadio Luna Park.

## Historia
El productor de programación de Canal 13, el productor Eduardo "Coco" Fernández tuvo la idea de concretar un programa de entretenimientos conducido por el famoso exjugador de fútbol Diego Armando Maradona para lo cual contrató a Gonzalo Mozes como productor a cargo (fue el que desde un primer momento insistió para que Maradona se hiciera una nota a sí mismo). Fue una producción de Canal 13 en la que trabajaron además Pablo Codevila y Adrián Suar.
Luego de que Maradona regresó a su natal Argentina a mediados de 2005, el proyecto pudo concretarse, y el 15 de agosto de 2005 se estrenó el nuevo ciclo. Era básicamente un programa de entrevistas, del que participaban varios invitados. Además incluía varias secciones donde el futbolista relataba hechos y datos personales relacionados con su carrera profesional. En varias ocasiones reiteró que el primer gol anotado a Inglaterra en México '86 había sido convertido con su mano (el famoso gol denominado "La mano de Dios").
Por el programa pasaron varios invitados famosos tanto nacional como internacionalmente conocidos, como el futbolista brasileño Pelé (con quien existe una rivalidad acerca de cuál de los dos es el mejor jugador de todos los tiempos), el comediante, actor y escritor mexicano Roberto Gómez Bolaños, "Chespirito" (actor que encarnaba al "Chavo del 8"); el cantautor argentino de rock Charly García, el cantante puertorriqueño de reguetón Don Omar, las presentadoras de televisión argentinas Mirtha Legrand y Susana Giménez, el cantautor guatemalteco Ricardo Arjona, las cantantes mexicanas Thalía y Paulina Rubio, la cantante y presentadora italiana Raffaella Carrà (a quien Maradona consideraba como una de sus grandes amigas), el cantautor español Joaquín Sabina, el campeón mundial de Ajedrez Anatoli Kárpov, y mediante cámaras el cantante británico Robbie Williams e incluso el presidente de Cuba, Fidel Castro. En materia de deportes, se incluyen el boxeador estadounidense Mike Tyson, y mediante cámaras los también futbolistas Zinedine Zidane.

## Audiencia
El ciclo tuvo un gran éxito comenzando con 29,6 puntos de índice de audiencia. Durante su duración, el programa tuvo una amplia audiencia. Llegando a 40,3 puntos de rating, cuando le pateó un penal a Sergio Goycochea y estuvo en el living con Enzo Francescoli, Lionel Messi y Natalia Oreiro. Tanto fue el índice de audiencia que producía el programa que daba lugar a una batalla de los lunes llamados Súperlunes entre el programa de Susana Giménez (Telefe), Showmatch (Canal 9) y La Noche del 10 Canal 13. Finalizó el 7 de noviembre de 2005, debido al vencimiento del contrato entre el conductor del programa y el gerente de programación.

## Premios
- Premios Martín Fierro 2005: Mejor producción (Ganador)